# Ardisia antonensis
Ardisia antonensis é uma espécie de planta da família Myrsinaceae. É endêmica do Panamá.